# Kathedrale St. Antonius (Telšiai)

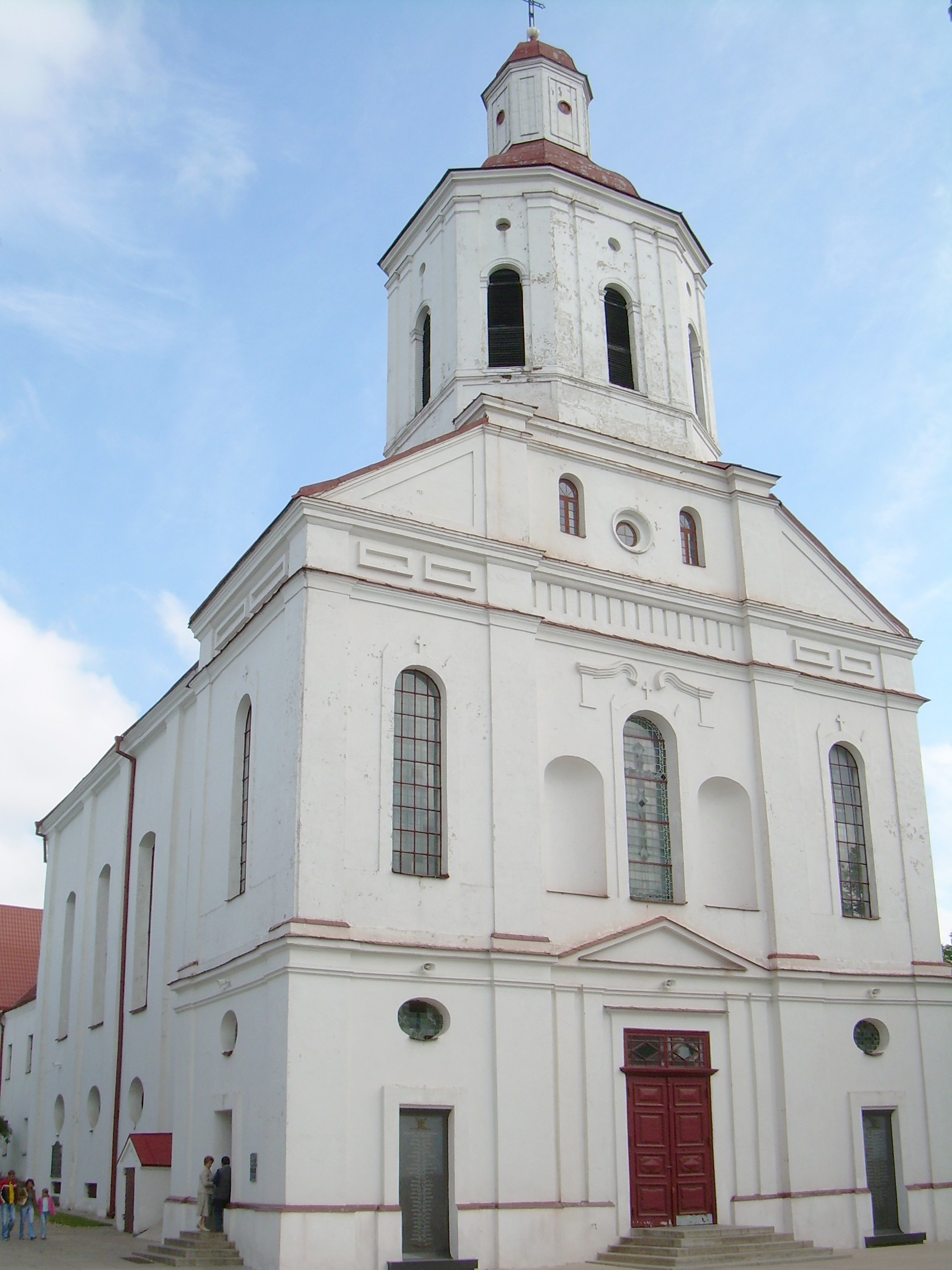
Außenansicht

Die Kathedrale St. Antonius von Padua in der litauischen Stadt Telšiai ist die römisch-katholische Bischofskirche des Bistums Telšiai. 

## Geschichte
Die 1765 im Stil des Barock und Klassizismus errichtete Kirche wurde mit der Gründung des Bistums 1926 in den Rang einer Kathedrale erhoben. Sie ist die einzige zweigeschossige Kirche Litauens. Die Kirche ist mit 7 Altären, davon 2 Zentralaltären, ausgestattet. Der Zentralaltar auf der oberen Ebene ist Antonius von Padua geweiht, einem der wichtigen Heiligen innerhalb des Franziskanerordens. Die Krypta der Kathedrale dient auch der Grablege der Bischöfe von Telšiai, 3 von ihnen sind hier bereits begraben.

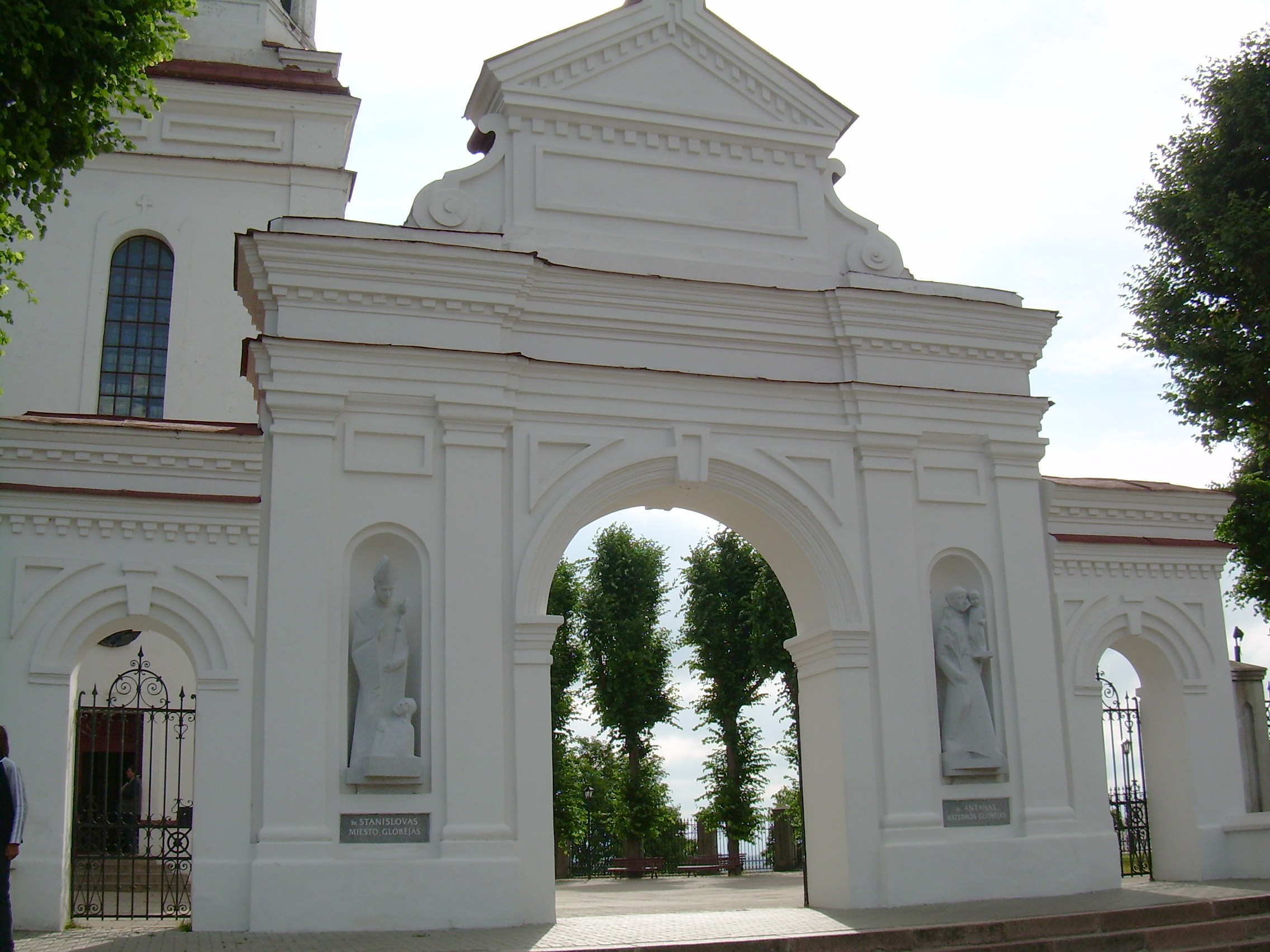
Zugang zum Gelände
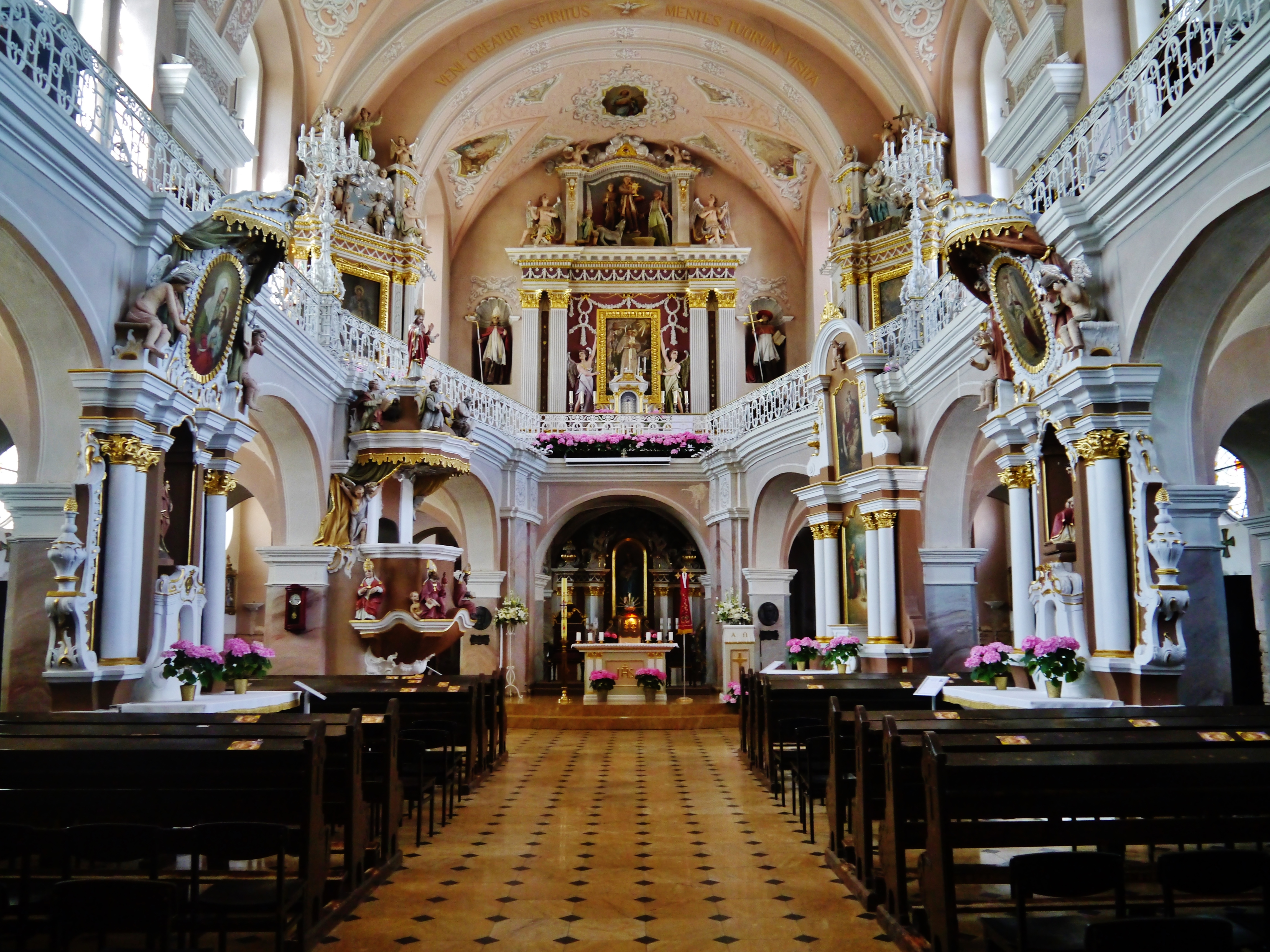
Innen: Blick zum Chor
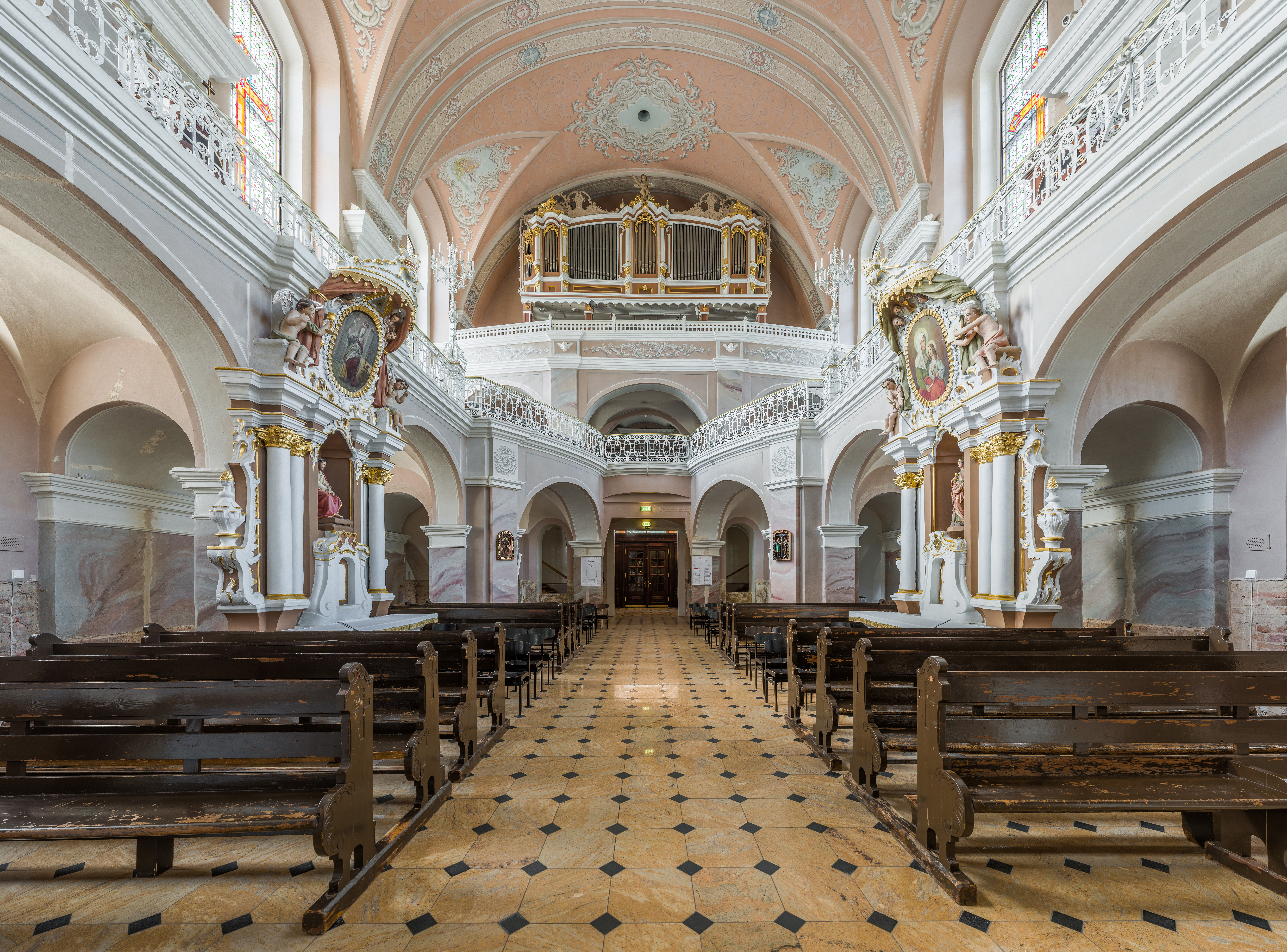
Innen: Blick vom Chor

## Referenzen
- turizmogidas.lt (englisch)

Koordinaten: 55° 58′ 56,4″ N, 22° 14′ 46,4″ O